# Danylo Sikan
Danylo Jaroslawowytsch Sikan (ukrainisch Данило Ярославович Сікан; * 16. April 2001 in Schytomyr) ist ein ukrainischer Fußballspieler.

## Karriere

### Vereine
Sikan begann seine Karriere bei Karpaty Lwiw. Im August 2018 debütierte er gegen Sorja Luhansk für die Profis von Karpaty in der Premjer-Liha. Dies sollte sein einziger Einsatz für Lwiw bleiben, im Januar 2019 wechselte er zum Ligakonkurrenten Schachtar Donezk, der ihn direkt weiter innerhalb der Liga an den FK Mariupol verlieh. In Mariupol kam er bis zum Ende der Saison 2018/19 zu sechs torlosen Einsätzen in der höchsten ukrainischen Spielklasse. Zur Saison 2019/20 kehrte er wieder nach Donezk zurück. Dort kam er in der Saison 2019/20 zu sieben Einsätzen in der Premjer-Liha, zudem spielte er im November 2019 erstmals in der UEFA Champions League. Mit dem Klub wurde er 2020 ukrainischer Meister. Weiters absolvierte er in jener Spielzeit mehrere Partien für die U-19 Schachtars in der UEFA Youth League.
Im September 2020 wurde der Angreifer ein zweites Mal nach Mariupol verliehen. Während dieser Leihe absolvierte Sikan 14 Partien in der Premjer-Liha, in denen er vier Tore erzielte. Zur Saison 2021/22 kehrte er erneut nach Donezk zurück. Dort kam er bis zur Winterpause zu elf Einsätzen in der Liga, zumeist von der Bank aus, in der Champions League blieb er für den amtierenden Meister einsatzlos. Im Januar 2022 wurde Sikan ein drittes Mal verliehen, diesmal nach Deutschland an den Zweitligisten Hansa Rostock.
Unter Hansa-Trainer Jens Härtel gab er am 21. Spieltag der Spielzeit 201/22 beim Auswärtsspiel gegen Dresden (4:1) sein Debüt für die Mecklenburger. Zwei Spieltage später erzielte er in Darmstadt (1:1) sein einziges Tor für Hansa und sicherte der Kogge damit einen wichtigen Punkt im Abstiegskampf. Sikan brachte es in Rostock auf elf Einsätze. Mit den Norddeutschen belegte er am Saisonende Rang 13 und kehrte dann zu Schachtar Donezk zurück. 
Bei Schachtar stand er unter Trainer Igor Jovićević Mitte August 2022 bereits am 1. Spieltag der Saison 2022/23 gegen Metalist Charkiw in der Startelf und konnte sich folgend als torgefährlicher Mittelstürmer in der Stammmannschaft etablieren. Am Saisonende gelang der Gewinn der Meisterschaft. International erhielt er in der Saison vier Einsätze in der Champions League, unter anderem gegen Real Madrid und RB Leipzig, sowie drei Einsätze in der Europa League. Dort erreichte Sikan mit der Mannschaft das Achtelfinale und schied letztlich deutlich gegen Feyenoord Rotterdam aus.
In der Premjer-Liha 2023/24 gelang Sikan mit den Donezkern der Gewinn der Meisterschaft sowie der Sieg im Ukrainischen Pokal. In der Champions-League-Saison 2023/24 wurde er nach dem 3:2-Sieg von Schachtar Donezk über Royal Antwerpen am 4. Oktober 2023, zu dem er zwei Tore beitrug, zum Player of the Match gekürt. Beim Schachtar-Heimspiel gegen den FC Barcelona im Hamburger Volksparkstadion erzielte er am 7. November 2023 den 1:0-Siegtreffer.
Im Januar 2025 wechselte er zu Trabzonspor in die Türkei und erhielt einen Vertrag bis 2029.

### Nationalmannschaft
Sikan spielte ab 2017 ab der U16 für sämtliche ukrainische Nationalauswahlen. Mit der U20-Mannschaft nahm er 2019 an der U20-WM teil und wurde dort Weltmeister. Während des Turniers kam er in sechs der sieben Partien seines Landes zum Einsatz und war mit vier Treffern der beste Torschütze der Ukraine, bei der WM war er hinter dem Norweger Erling Haaland zweitbester Torjäger.
Im September 2019 kam der Angreifer erstmals im U21-Team zum Einsatz und spielte dort bis 2023 in insgesamt 19 Partien. Im Sommer 2023 nahm er mit ihr an der U21-EM teil und kam dort bis zum Ausscheiden im Halbfinale gegen Spanien in allen fünf Turnierspielen zum Einsatz, wobei ihm ein Tor gelang.
Im September 2021 debütierte Sikan in der WM-Qualifikation gegen Kasachstan für die A-Nationalmannschaft. Nachdem er in der 82. Minute für Eduard Sobol eingewechselt worden war, erzielte er in jener Partie in der Nachspielzeit den Treffer zum zwischenzeitlichen 2:1 für die Ukraine. Die Partie endete allerdings noch mit einem 2:2 Remis. Bis Ende 2023 schlossen sich noch sechs weitere Länderspiele an.
Im Sommer 2024 gehörte Sikan der ukrainischen Auswahl bei den Olympischen Sommerspielen an. In der Vorbereitung auf das Turnier bestritt er im Juni und Juli 2024 sechs Spiele mit der U23-Auswahl. Beim olympischen Fußballturnier führte er das Team als Kapitän an und bestritt alle drei Spiele, ehe die Mannschaft nach der Vorrunde aus dem Turnier ausschied.

## Erfolge

### Verein
Schachtar Donezk
- Ukrainischer Meister: 2020, 2023, 2024
- Ukrainischer Pokalsieger: 2024

### Nationalmannschaft
- U20-Weltmeister: 2019